# Resteröds socken
Resteröds socken i Bohuslän ingick i Inlands Fräkne härad, ingår sedan 1971 i Uddevalla kommun och motsvarar från 2016 Resteröds distrikt.
Socknens areal är 16,95 kvadratkilometer varav 16,90 land. År 2000 fanns här 795 invånare. Badorten Ulvesund samt sockenkyrkan Resteröds kyrka ligger i socknen.   

## Administrativ historik
Resteröds socken har medeltida ursprung.
Vid kommunreformen 1862 övergick socknens ansvar för de kyrkliga frågorna till Resteröds församling och för de borgerliga frågorna bildades Resteröds landskommun. Landskommunen hade bestånd till 1952 då den uppgick i Ljungskile landskommun, som 1971 uppgick i Uddevalla kommun. Församlingen uppgick 2011 i Ljungskile församling.
1 januari 2016 inrättades distriktet Resteröd, med samma omfattning som församlingen hade 1999/2000.  
Socknen har tillhört län, fögderier, tingslag och domsagor enligt vad som beskrivs i artikeln Inlands Fräkne härad. De indelta soldaterna tillhörde Bohusläns regemente, Fräkne kompani och de indelta båtsmännen tillhörde 2:a Bohusläns båtsmanskompani.

## Geografi och natur
Resteröds socken ligger söder om Uddevalla och öster om sundet mellan fastlandet och Orust och omfattar även en mindre skärgård där Restenäs ö är den största ön. Socknen består av dalgångsbygder mellan bergshöjder.
I socknen finns det kommunala naturreservatet Ekholmen.
Inlands Fräkne härads tingsställe låg i Höggeröd från 1749 till 1889.

## Fornlämningar
Cirka 40 boplatser från stenåldern har påträffats. Från bronsåldern finns en hällkista. Från järnåldern finns ett  gravfält och fyra fornborgar.

## Befolkningsutveckling
Befolkningen ökade från 436 1810 till 669 1860 varefter den minskade till 432 1930 då den var som minst under 1900-talet. Därefter ökade folkmängden på nytt till 757 1990.

## Namnet
Namnet skrevs 1388 Rista och kommer från kyrkbyn. Efterleden innehåller rjodr (ryd), 'röjning'. Förleden kan innehålla rist, 'bergkant, översta kanten av en bergsrygg' syftande på en höjd på Restanäs. Alternativt kan förleden innehålla ett äldre ånamn Rista-a bildat av rista och syftande på åns flöde.